# Großer Priel
Il Großer Priel (2.515 m s.l.m.) è la montagna più alta dei Monti Totes nelle Alpi del Salzkammergut e dell'Alta Austria. Si trova in Alta Austria tra il Distretto di Gmunden ed il Distretto di Kirchdorf an der Krems.